# (31114) 1997 QB1
1997 كيو بي 1 (ويعرف أيضًا باسم (31114) 1997 كيو بي 1 وفق تسمية الكوكب الصغير) (بالإنجليزية: 1997 QB1)‏ هو كويكب ضمن حزام الكويكبات؛ وترتيبه 31114 من حيث الاكتشاف.
اكتُشف هذا الجُرم الفلكي بواسطة Zdeněk Moravec ‏ في 28 أغسطس 1997.

## وصلات خارجية
- (31114) 1997 QB1 في قاعدة بيانات مختبر الدفع النفاث لأجرام النظام الشمسي الصغيرة

- الاكتشاف · مخطط المدار ·  العناصر المدارية · المعلمات المادية

- (31114) 1997 QB1 على موقع ويكي سكاي: DSS2, SDSS, GALEX, IRAS, Hydrogen α, X-Ray, Astrophoto, Sky Map, Articles and images